# Maccullochella
Maccullochella – rodzaj ryb z rodziny skalnikowatych (Percichthyidae).

## Klasyfikacja
Gatunki zaliczane do tego rodzaju:

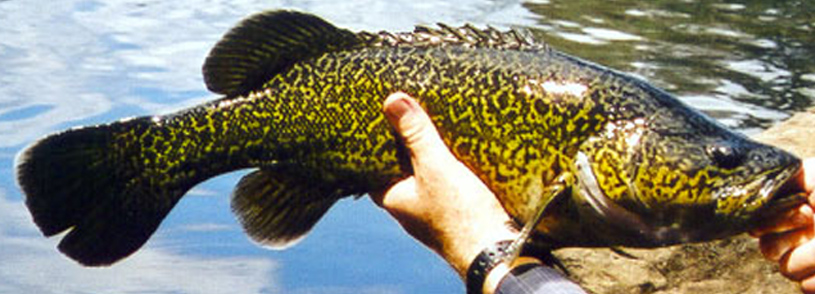
Maccullochella ikei
- Maccullochella macquariensis
- Maccullochella mariensis
- Maccullochella peelii

- Maccullochella ikei